# 사쿠라가와 솔로몬
사쿠라가와 솔로몬(일본어: 櫻川 ソロモン, 2001년 8월 4일~)는 일본의 축구 선수이다.

## 구단 경력
그는 2020년 J2리그의 제프 유나이티드 지바에 입단했다. 2022년까지 79경기에 출전하여, 13득점을 넣었다. 2023년 파지아노 오카야마로 이적했다. 2024년 요코하마 FC로 이적했다. 2024년 J2리그 준우승으로 J1리그로 승격했다.